# Johnny's Festival 〜Thank you 2021 Hello 2022〜
『Johnny's Festival 〜Thank you 2021 Hello 2022〜』（ジャニーズ フェスティバル サンキュー 2021 ハロー 2022）は、ジャニーズ事務所が2021年に東京ドームで行った音楽ライブおよびJohnny's net オンラインにて配信された動画配信の総称。ジャニーズ事務所所属の13組のグループが出演した。総合演出は嵐の松本潤。略称は「ジャニフェス」。
ジャニーズとしてはコロナ禍以降初めてで、2020年1月1日のHey! Say! JUMP公演以来の約2年ぶりのドーム有観客公演となった。約4万人を動員。
本公演の裏側に潜入した動画がYouTubeチャンネル「ジャにのちゃんねる」で2022年1月2日に配信された。二宮和也からの差し入れであるパンと引き換えに、定点カメラに向かってコメントしてもらう、といった内容の企画である。
2022年11月5日、Johnny's Smile Up ! Projectの一環として、各アーティスト1曲ずつの映像を含んだダイジェスト動画がYouTubeにて公開された。

## 出演者
- KinKi Kids
- NEWS
- 関ジャニ∞
- KAT-TUN
- Hey! Say! JUMP
- Kis-My-Ft2
- Sexy Zone
- A.B.C-Z
- ジャニーズWEST
- King & Prince
- SixTONES
- Snow Man
- なにわ男子

ほか（総勢14組78名）

## セットリスト
（）内は歌唱グループ。セットリスト出典
1. D.D.（Snow Man）
2. NAVIGATOR（SixTONES）
3. 恋降る月夜に君想ふ（King & Prince）
4. Big Shot!!（ジャニーズWEST）
5. Za ABC〜5stars〜（A.B.C-Z）
6. Sexy Zone（Sexy Zone）
7. SHE! HER! HER!（Kis-My-Ft2）
8. ファンファーレ！（Hey! Say! JUMP）
9. Keep the faith（KAT-TUN）
10. 無責任ヒーロー（関ジャニ∞）
11. weeeek（NEWS）
12. 初心LOVE（なにわ男子）
13. 頑張れ、友よ！（A.B.C-Z）
14. Luv Bias（Kis-My-Ft2）
15. Kiss魂（Kis-My-Ft2・A.B.C-Z）
16. Black Sugar（A.B.C-Z・Kis-My-Ft2）
17. マスカラ（SixTONES）
18. Imitation Rain（SixTONES・KAT-TUN）
19. Roar（KAT-TUN）
20. ハルカナ約束（KAT-TUN・SixTONES）
21. 狼青年（Hey! Say! JUMP）
22. RUN（Sexy Zone）
23. 未来へ（NEWS）
24. BURN（NEWS・Hey! Say! JUMP・Sexy Zone）
25. 夏のハイドレンジア（Sexy Zone・NEWS・Hey! Say! JUMP）
26. White Love（Hey! Say! JUMP・NEWS・Sexy Zone）
27. シンデレラガール（King & Prince・Snow Man）
28. Magic Touch（King & Prince）
29. 君の彼氏になりたい。（Snow Man・King & Prince）
30. Grandeur（Snow Man）
31. ダイヤモンドスマイル（なにわ男子・関ジャニ∞・ジャニーズWEST）
32. ええじゃないか（ジャニーズWEST・関ジャニ∞・なにわ男子）
33. 前向きスクリーム!（関ジャニ∞・ジャニーズWEST・なにわ男子）
34. 証拠（ジャニーズWEST、バックバンド：関ジャニ∞）
35. NOROSHI（関ジャニ∞）
36. 硝子の少年（KinKi Kids）
37. スワンソング（KinKi Kids、バックダンサー：Travis Japan）
38. 愛のかたまり（KinKi Kids・増田貴久・大倉忠義・亀梨和也・山田涼介・藤ヶ谷太輔・菊池風磨・橋本良亮・神山智洋・平野紫耀・岸優太・ジェシー・京本大我・ラウール・渡辺翔太・道枝駿佑・大橋和也）
39. フラワー（全員）
40. SHAKE（全員）
41. リリック（全員）
42. 夢物語（全員）
43. Happiness（全員）
44. 愛なんだ（全員）
45. smile（全員）

## 演出
フリフラによる照明演出
「アラフェス 2020 at 国立競技場」にて無観客の客席に設置された無線制御型ペンライト「FreFlow」(通称：フリフラ）をリユースして客席に無料配布された。メンバーカラーを点灯する演出（A.B.C-Z『Za ABC〜5stars〜』）や、あえてフリフラを消灯しステージに観客の視線を誘導した演出（SixTONES『マスカラ』）、歌唱している4人のメンバーカラーから会場全体が当時、活動休止中であったマリウス葉のメンバーカラーであるオレンジ一色に染まる演出（Sexy Zone『RUN』）等がなされた。
ステージ構成
中央の「メイン」、上手の「DANCE」、下手の「BAND」という巨大な3つのステージと後方の「Bステージ」の4ステージが設置された。前方の3面構成のステージは全長130メートルで、総面積1610平方メートルものLEDスクリーンが配置され、立体的な映像が曲の世界観に合わせて次々と変わる演出が映し出された。
松本が考案し、ジャニーズのライブではおなじみの「ムービングステージ」も登場。ムービングステージが2つに分かれ、上下に移動する演出（Hey! Say! JUMP・NEWS・Sexy Zone『White Love』）が披露された。フロートやトロッコも会場を駆け巡るのに用いられた。
衣装
衣装のプロデュースも松本が行った。なにわ男子が『初心LOVE』で着ていた濃いピンクの衣装は、広い会場でも映えるように、という松本の意見で用意されたものである。
曲目
ファンクラブ会員を対象に聞きたい曲のファン投票を募り、それを鑑みて松本が全出演グループの楽曲から選曲。そのプロデュースぶりから、シングル、カップリング、アルバム曲をほぼ全部聴いたのではないか、と評されている。松本から出演者たちに「この曲は誰とやってた？」「バックは誰がついてた？」などの質問がされていたという。
コラボ
ジャニーズJr.時代から切磋琢磨してきた2組である「エビキス（A.B.C-ZとKis-My-Ft2）」や師弟関係ともとれる「カツスト（KAT-TUNとSixTONES）」、かつて関西ジャニーズJr.時代にKin Kanのメンバーだった平野紫耀と向井康二を有するKing & PrinceとSnow Manなどグループの垣根を超えたコラボが充実。バレーボール応援サポーターとしてデビューした3組（NEWS、Hey! Say! JUMP、Sexy Zone）や、縦のつながりが強い関西出身グループ（関ジャニ∞、ジャニーズWEST、なにわ男子）もコラボした。
KinKi KidsはCDデビュー25周年を祝う演出とともに登場。松本のオファーによって出演したTravis Japanをバックに携えて『スワンソング』を歌ったり、『愛のかたまり』を選抜メンバーと一緒に歌うコラボを披露した。
最後に披露された『smile』では、原曲を歌ったV6や嵐の姿もスクリーンには映し出された。

## 配信
配信期間：2022年1月2日18:00 - 4日17:59。Johnny's net onlineで配信され、視聴チケット購入者は期間中何度でも視聴できた。

## 映像作品
本イベントの模様を収録したDVD/Blu-rayが2022年7月6日にJ Stormから発売。当日披露された全45曲が収録される。DVD/Blu-rayともに収録内容は同じで、日本語字幕スーパー入り。
特典
- 三方背使用 ※初回プレスのみ
- ライブフォトブックレット（44ページ） ※初回プレスのみ
- リーフレット

ランキング
初週にDVDが10.0万枚、Blu-rayが24.1万枚を売り上げ、2022年7月18日付「オリコン週間DVDランキング」および「オリコン週間BDランキング」で共に初登場1位を獲得。音楽作品のDVDとBDを合計した「週間ミュージックDVD・BDランキング」でも合計売上34.2万枚で初登場1位を獲得し、「映像3部門」同時1位を記録した。また、「週間DVDランキング」では翌週も1位となり、2週連続の1位となった。

### YouTube
- Johnny’s Festival 〜Thank you 2021 Hello 2022〜 Digest - YouTube > Johnny's official
- 84【潜入】俺はパスがなくて入れなかったのでカメラだけ放り投げてみた。前編。 - YouTube > ジャにのちゃんねる
- 85【潜入】俺はパスがなくて入れなかったのでカメラだけ放り投げてみた。後編。 - YouTube > ジャにのちゃんねる
- Smile Up ! Project [Johnny's Festival ～Thank you 2021 Hello 2022～]Digest - YouTube > Johnny's official